# Skencil
Skencil, anteriormente llamado Sketch, es un editor de gráficos vectoriales libre, publicado bajo la GNU Lesser General Public License. Su primera versión pública, Sketch 0.5.0, fue publicada el 31 de octubre de 1998.
Como anuncian en su página web, "Skencil está implementado casi completamente en Python, un lenguaje interpretado de muy alto nivel y orientado a objetos, con algunas partes escritas en C por velocidad."
El software esta ahora en la versión 0.6.17, tiene versiones compatibles con Linux en la arquitectura i386, DEC Alpha, m68k, PowerPC y SPARC, con FreeBSD, Solaris, IRIX64 6.4, y con AIX.
El proyecto tiene un proyecto derivado amistoso, sK1, la mejora de apoyo de color CMYK, el motor de renderizado basado en Cairo, la gestión del color e importador de archivos CDR.